# Hedy Lamarr

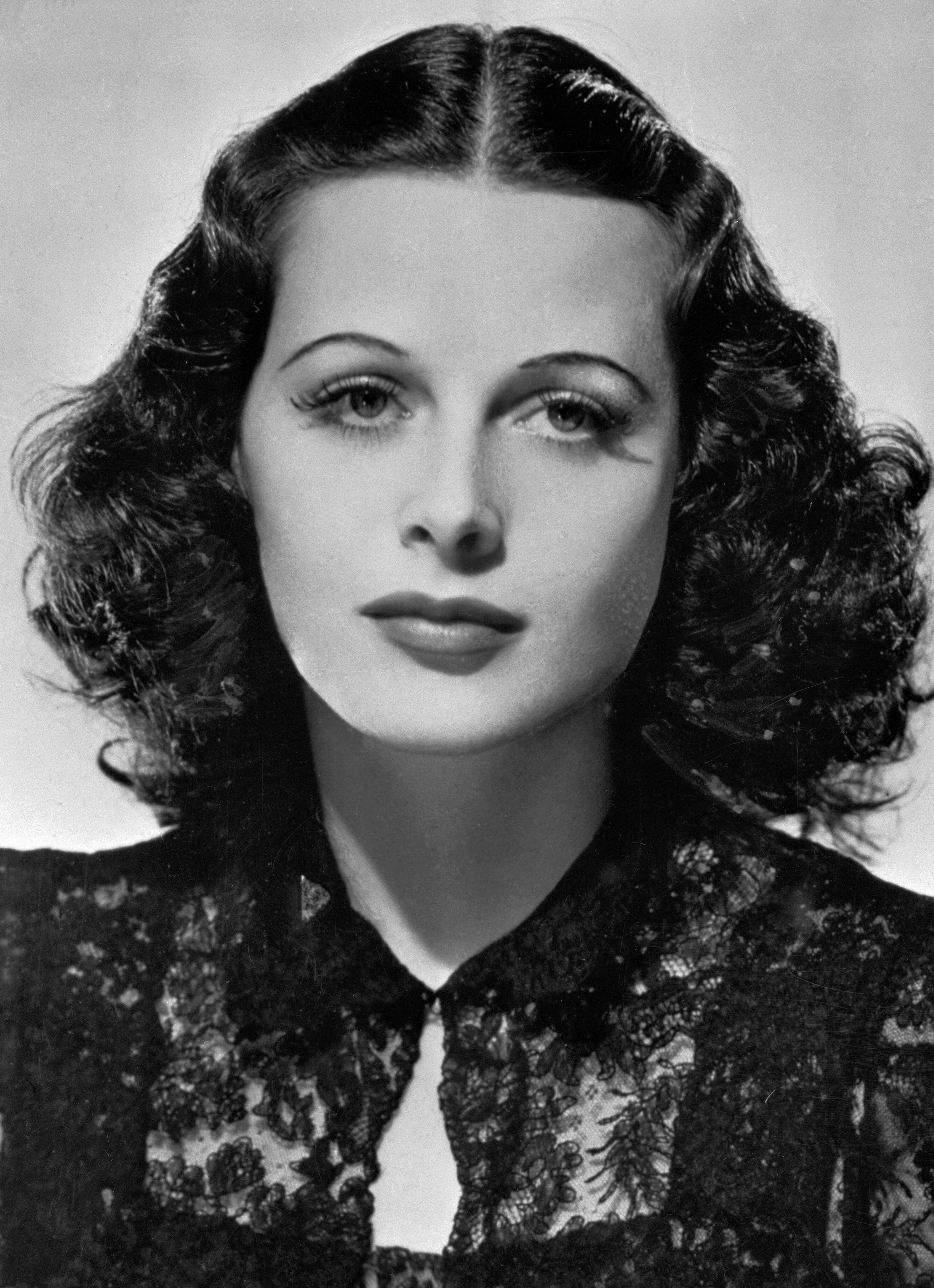
Hedy Lamarr (1939)

Hedy Lamarr (eigentlich Hedwig Eva Maria Kiesler; * 9. November 1914 in Wien, Österreich-Ungarn; † 19. Jänner 2000 in Casselberry, Florida, USA) war eine österreichisch-amerikanische Filmschauspielerin und Erfinderin.
Nach Beginn ihrer Filmkarriere in Österreich wurde sie ab Ende der 1930er Jahre zum Hollywood-Star. Für ihre Erfindung, eine Funkfernsteuerung für Torpedos, die sie im Zweiten Weltkrieg für die Alliierten zu entwickeln begann, wurde sie 2014 in die National Inventors Hall of Fame aufgenommen.

## Leben

### Frühe Jahre
Hedwig „Hedy“ Lamarr stammte aus einer bürgerlichen jüdischen Familie und kam im Sanatorium Hera zur Welt. Ihr aus Lemberg gebürtiger Vater Emil Kiesler war Direktor des Wiener Bankvereins, die Mutter Gertrud (geb. Lichtwitz, 1891–1977) kam aus Budapest und war ausgebildete Konzertpianistin. Lamarr wuchs als Einzelkind in behüteten Verhältnissen in Wien-Döbling auf, besuchte eine Privatschule, erhielt Klavier-, Ballett- und Sprachunterricht. Bereits als Kind soll sie Interesse für Technik gezeigt haben. Schon früh zog es sie zum Film, sodass sie im Alter von 16 Jahren die Schule abbrach und Scriptgirl bei der Wiener Sascha wurde.
Angeblich wurde sie als Zuseherin bei Proben am Theater in der Josefstadt von Max Reinhardt entdeckt. Schon in ihrem vierten Film Man braucht kein Geld (1931) mit Heinz Rühmann und Hans Moser hatte Lamarr eine Hauptrolle. Sie wurde vom Interessanten Blatt (Ausgabe vom 31. Dezember 1931) in einer Besprechung des Films als „vorläufig hübsch und wahrscheinlich auch begabt“ beschrieben. Bereits im August desselben Jahres hatte Der Abend angekündigt, dass sie nach Hollywood gehen werde.
Der tschechoslowakisch-österreichische Film Symphonie der Liebe (besser bekannt unter dem Titel Ekstase) von 1933 war wegen seiner Nacktszenen ein Skandal. Kiesler war zum Zeitpunkt des Drehs noch minderjährig. Aber nicht nur die zehnminütige Nacktszene – ein Bad in einem See und der anschließende Gang nackt durch einen Wald – sorgte für Aufsehen, sondern vor allem eine Liebesszene, in der lediglich ihr erregtes Gesicht zu sehen war – sie spielte einen Orgasmus. Im nationalsozialistischen Deutschland wurde der Film deshalb verboten. Erst 1935, nach Kürzungen, wurde er unter Tumulten in einigen wenigen deutschen Kinos gezeigt, versehen mit der Warnung: „Dieser Film ist jugendverderbend.“
Zur Zeit dieses Skandals trat sie in Wien mit großem Erfolg im Singspiel Sissy von Fritz Kreisler als die spätere Kaiserin Elisabeth auf, eine Rolle, die vor ihr auch Paula Wessely gespielt hatte. Als besonderer Clou ritt sie bei ihrem Auftritt mit einem Pferd auf die Bühne, unterlegt von ein paar Takten der Kaiserhymne, die jedoch stets im aufbrausenden Applaus untergingen.

### Ehe mit Fritz Mandl
Am 17. Juni 1933 ließ sie sich katholisch taufen. Am 10. August 1933 heiratete sie in der Wiener Karlskirche in kleinem Kreise den vierzehn Jahre älteren Wiener Industriellen Fritz Mandl, der Heimwehrführer Ernst Rüdiger Starhemberg und Graf Andor Semsey waren die Trauzeugen. Mandl galt nicht nur als damals reichster Mann Österreichs, sondern auch als herrschsüchtiger und eifersüchtiger Mann, der ihr das Auftreten in Filmen verbot. Er war Sohn eines jüdischen Vaters und einer katholischen Mutter und verlangte anlässlich der Hochzeit von ihr, dass sie zum katholischen Glauben übertrete. An den gemeinsamen Wohnsitzen, dem Haus am Wiener Schwarzenbergplatz Nr. 15 und dem Gut Fegenberg in Schwarzau im Gebirge in Niederösterreich, verkehrte künstlerische Prominenz wie Ödön von Horváth oder das Ehepaar Franz und Alma Werfel sowie die politische Prominenz des späteren Austrofaschismus Ernst Rüdiger Starhemberg und Kurt Schuschnigg. Sie selbst gehörte nun zur High Society des Ständestaates und besuchte im Rahmen dessen Veranstaltungen wie u. a. den Wiener Opernball. Politisch trennten die Eheleute jedoch Welten, da Kiesler in liberalem Milieu aufgewachsen und ihr Ehemann sehr konservativ war. Fritz Mandl war Waffenfabrikant und Generaldirektor der Hirtenberger Patronenfabrik. Er machte unter anderem mit dem faschistischen Italien und dem nationalsozialistischen Deutschland Geschäfte. Bei Empfängen ihres Ehemanns war sie die Gastgeberin und kam so auch in Kontakt mit Erfindern und Entwicklern von Waffensystemen, wie u. a. Hellmuth Walter.
Sie verließ ihren Mann 1937 und ging nach Paris, später nach London.

### Hollywood

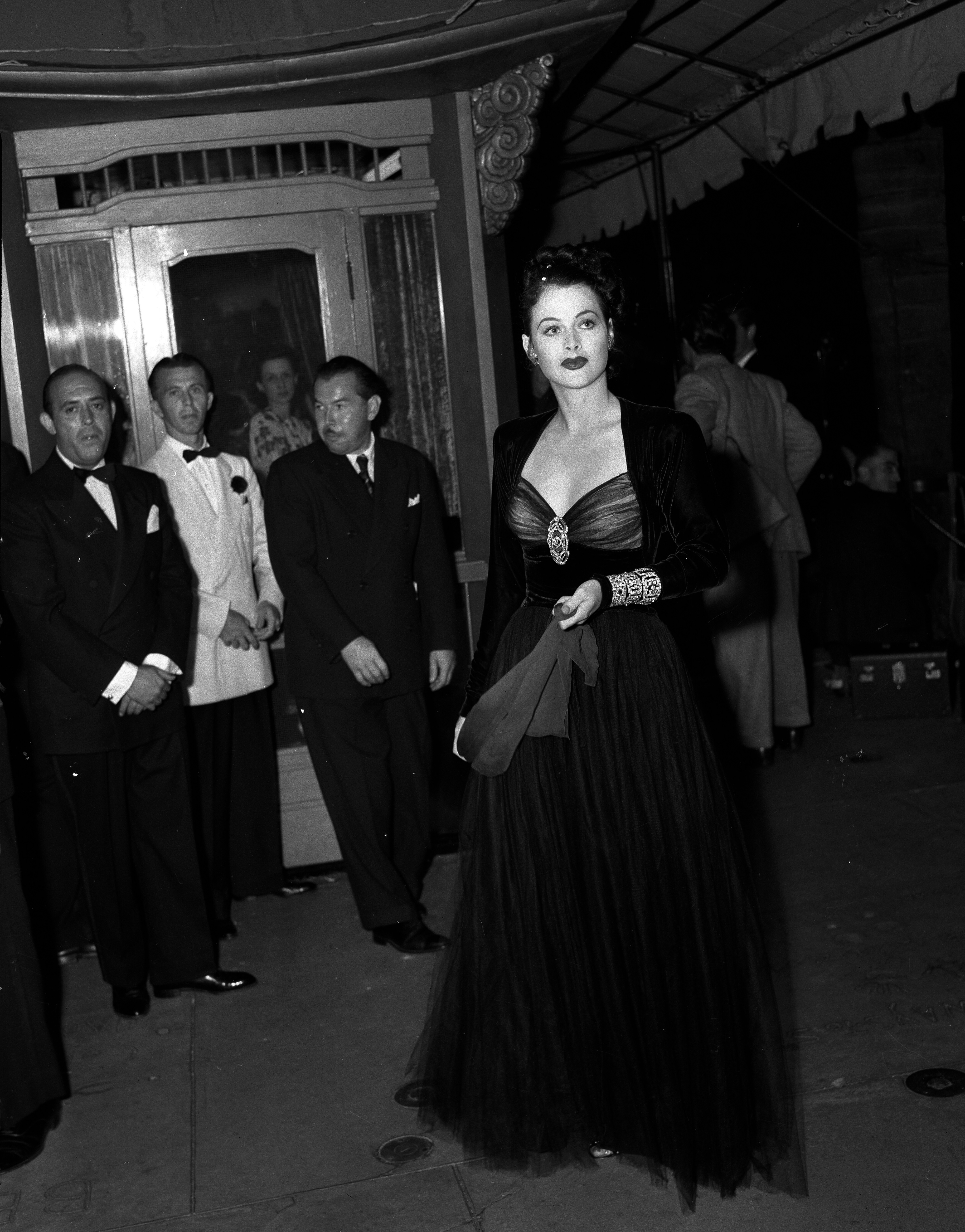
Hedy Lamarr bei einer Filmpremiere in Los Angeles (1942)

In London wurde Lamarr von Louis B. Mayer für MGM unter Vertrag genommen. Gleichzeitig gab er ihr den Künstlernamen Hedy Lamarr, wobei er sich direkt auf den berühmten Stummfilmstar Barbara La Marr bezog, die seinerzeit unter dem Titel The Girl Who Was Too Beautiful bekannt war. MGM vermarktete sie als „schönste Frau der Welt“.
Durch die Mitwirkung in dem Film Algiers im Jahr 1938 an der Seite von Charles Boyer schaffte sie eine Sensation. Viele Schauspielerinnen kopierten ihre Mittelscheitel-Frisur, und die brünette Haarfarbe wurde zur Modefarbe der späten 1930er Jahre. Joan Bennett trieb die Mimikry so weit, dass sie für den Film Trade Winds ihre bis dahin blonden Haare à la Lamarr färbte und für den Rest ihrer Karriere nicht änderte. Gleichzeitig war Lamarr für eine Renaissance des Hutes als Accessoire für Schauspielerinnen Vorbild. Als Kopfbedeckung trug sie Turbane, Schals, Schleier und sogar an Pagoden erinnernde mehrstöckige Kreationen. Louis B. Mayer wollte aus Hedy Lamarr den größten Star des Studios machen und betraute damit zunächst Josef von Sternberg, der bei ihrem MGM-Debüt, dem Film I Take This Woman, Regie führen sollte. Zahlreiche Pannen begleiteten von Beginn an diese Produktion, die über 18 Monate dauerte, bei der sich drei Regisseure abwechselten und während der fast die komplette Besetzung ausgewechselt wurde. Am Ende bezeichneten manche den Film scherzhaft als I Retake This Woman, und das Ergebnis war ein Flop. Lamarr selbst wirkte nebenbei noch neben Robert Taylor in dem Film Lady of the Tropics mit, der schließlich sogar noch früher in den Verleih kam.
Sie spielte gelegentlich gute Rollen, doch meistens war sie als „dekoratives Beiwerk“ in eher eindimensional gestalteten weiblichen Hauptrollen zu sehen. Dies gilt insbesondere für ihren größten kommerziellen Erfolg, den Film Samson und Delilah, bei dem Cecil B. DeMille Regie führte. Als ihre wichtigste Rolle bezeichnete Lamarr 1947 ihren Auftritt als moderne und unabhängige Frau in der Geschäftswelt in H.M. Pulham, Esq. von King Vidor, für diesen Auftritt wurde sie auch von vielen Kritikern gelobt. Lamarr behauptete in späteren Jahren oft, sie habe viele gute Rollen aus Faulheit abgelehnt, so in Casablanca und Das Haus der Lady Alquist. Im Jahr 1958 drehte sie ihren letzten Film.

### Erfinderin

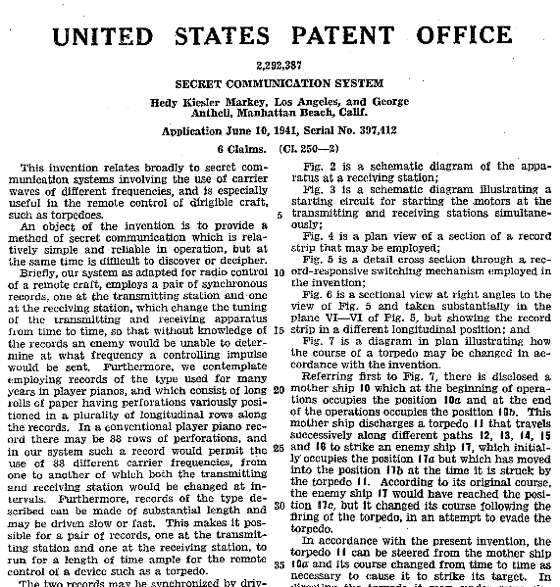
Patent für ein „Geheimes Kommunikationssystem“

Hedy Lamarr, die sich als Gegnerin des Nationalsozialismus im Zweiten Weltkrieg auf die Seite der Alliierten stellte, war entsetzt über die Nachricht von der Versenkung der City of Benares und begann an Konzepten zur Torpedotechnik zu arbeiten. Sie entwickelte 1940 eine Funkfernsteuerung für Torpedos, die sie zum Patent anmeldete. Diese sollte durch selbsttätig wechselnde Frequenzen schwer anzupeilen und weitgehend störungssicher sein. Zu der Erfindung kam es, als sie und der Komponist George Antheil für sein Ballet Mécanique 16 Pianolas untereinander und mit einem Film zu synchronisieren hatten, was über gleichzeitig ablaufende Klavierrollen (Lochstreifen) gelang. Das Problem bei der Funkfernsteuerung lösten sie mit identischen Lochstreifen in Sender und Empfänger. Dadurch waren die gleichzeitigen Frequenzwechsel möglich. Lamarr soll als Frau des Waffenherstellers Fritz Mandl Zugang zu geheimen Informationen auch im Bereich der Funktechnik gehabt haben.
Lamarr und Antheil arbeiteten einige Monate lang an ihrer Idee, bevor sie diese im Dezember 1940 dem nationalen Erfinderrat (National Inventors Council) präsentierten. Vorsitzender des Rates war Charles Kettering, Forschungsdirektor von General Motors. Kettering schlug Lamarr und Antheil vor, die Idee patentieren zu lassen. Mit Unterstützung eines Professors für Elektrotechnik am California Institute of Technology bereiteten sie das Patent zur Anmeldung vor. Am 11. August 1942 wurde es vom Patentamt erteilt.
Das Patent von Lamarr und Antheil wurde aus unterschiedlichen Gründen nicht für die vor feindlichen Störsignalen geschützte Fernsteuerung von Torpedos genutzt. Zunächst war der Einsatz von Papierrollen, also praktisch der Lochkartentechnik aus dem 19. Jahrhundert, 1941 veraltet und die Papierrollen-Steuerung für die automatische Synchronisation von Klavieren hatte nichts mit geheimer Kommunikation oder der Steuerung von Lenkwaffen zu tun. Das Patent blieb außerdem eher vage bei der Frage, wie die Verbindung zwischen den synchron laufenden Lochkarten und der Fernsteuerung tatsächlich realisiert werden sollte. Es gab bereits seit den 1920er Jahren mehrere geheim gehaltene US-Patente, die der Idee von Lamarr und Antheil ähnelten. Zudem war in den USA auch schon 1930 klar, dass eine Steuerung von Torpedos per Funk nicht möglich ist. Dass Hedy Lamarr trotzdem als Erfinderin störungssicherer Steuerung von Torpedos gelte und das Patent als „red hot“ eingestuft wurde, liege daran, dass sie als damals berühmte Schauspielerin als Teil der US-Kriegspropaganda instrumentalisiert worden sei, so ihre Biografin Michaela Lindinger. Romuald Scibor-Marchocki, der Mitte der 50er Jahre bei Hoffman Laboratories für die United States Navy Sonarbojen für die U-Boot-Jagd entwickelte, bestätigte ein halbes Jahrhundert später, dass die Funkkommunikation zu den Bojen auf Basis des Lamarr-Antheil-Patents zum Frequenzsprungverfahren aufgegriffen und weiterentwickelt wurde. In den frühen 60er Jahren wurde auch eine Flugdrohne mit dem Kommunikationskonzept ausgestattet. Während das Frequenzsprungverfahren bei der Boje aus den 50er Jahren noch mechanisch mit einer schnell rotierenden Trommel ähnlich wie bei Spieldosen realisiert wurde, war die Überwachungsdrohne bereits mit Digitaltechnik ausgestattet, die sehr schnelle Frequenzänderungen ermöglichte.
1962 verwendeten einige Navy-Schiffe eine weiterentwickelte Version der Technik. Der gleichzeitige Frequenzwechsel, genannt Frequenzsprungverfahren (englisch frequency-hopping), wird in der Kommunikationstechnik zum Beispiel bei Bluetooth verwendet.
Für ihre Erfindung erhielt Lamarr 1997 den Electronic Frontier Foundation Pioneer Award. 2014 wurde Lamarr posthum in die National Inventors Hall of Fame aufgenommen.

### Privatleben

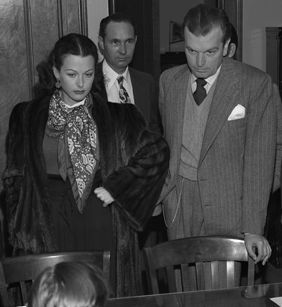
Hedy Lamarr und John Loder (1946)

Die Schauspielerin war sechsmal verheiratet und hatte zahlreiche Affären, auch mit Frauen. Ihre Ehemänner waren Fritz Mandl (verheiratet 1933–1937), Gene Markey (verheiratet 1939–1941), John Loder (verheiratet 1943–1947), Teddy Stauffer (verheiratet 1951–1952), W. Howard Lee (verheiratet 1953–1960) sowie Lewis J. Boles (verheiratet 1963–1965). Sie hatte drei Kinder, wobei ihr erster Sohn aus ihrer Ehe mit Gene Markey, James Lamarr Loder, von John Loder adoptiert wurde. Nach ihrer sechsten und letzten Scheidung im Jahr 1965 blieb Lamarr in den letzten 35 Jahren ihres Lebens unverheiratet.
Im Jahr 1965 wurde in Los Angeles eine Anzeige wegen Ladendiebstahls gegen sie bekannt, weil sie für kurze Zeit in Haft war, bis die Anklage gegen sie wegen Geringfügigkeit fallen gelassen wurde. 1991 wurde sie in Florida wegen des gleichen Delikts in Haft genommen. Durch ihren freiwilligen Verzicht auf Verteidigung und die Einwilligung zu einem Jahr Bewährungszeit wurde auf eine Anklage verzichtet. Ihre Autobiographie Ecstasy and Me wurde im Jahr 1967 herausgegeben. Kurze Zeit nach dem Erscheinen verklagte Lamarr den Co-Autor auf eine hohe Summe Schadenersatz, weil er die Fakten verdreht habe.

## Nachlass und Museumsprojekt
Das Jüdische Museum Wien hatte im März 2021 mit Hilfe von Unterstützern in den USA den Nachlass Lamarrs von Sohn Anthony Loder gekauft. Am 18. März 2021 berichtete der ORF, dass ein Gebäude gesucht werde, um ein Museum für Lamarr einzurichten. Wie jedoch am 23. Juni 2022 bekannt wurde, haben sich die Ausstellungspläne bereits Ende 2021 aufgrund von Finanzierungsproblemen für die benötigte zusätzliche Ausstellungsfläche zerschlagen, der Ankauf der Exponate sowie eine Schenkung wurden rückabgewickelt.
Am 27. Dezember 2023 wurde bekannt, dass Teile von Lamarrs Nachlass im Zuge der Insolvenz der Signa Holding veräußert werden. Zum Zeitpunkt der Insolvenz war ein Kaufhaus auf der Wiener Mariahilfer Straße namens Lamarr in Bau. Im Oktober 2024 gab die Stumpf Development GmbH um Investor Georg Stumpf den Kauf des unfertigen Kaufhauses Lamarr aus der Insolvenz der Signa bekannt. Stumpf bezahlte 100,5 Millionen Euro für das unfertige Kaufhaus Lamarr. Zuvor wurden 290 Mio. Euro für den Rohbau ausgegeben, weitere 200 Mio. Euro soll die Fertigstellung kosten. Im Juni 2025 wurde bekannt, dass Stumpf den Rohbau des geplanten Kaufhauses Lamarr bis auf das Erdgeschoß abreißen und an dem Standort statt eines Kaufhauses nun ein Wohngebäude errichten möchte.

## Ehrungen

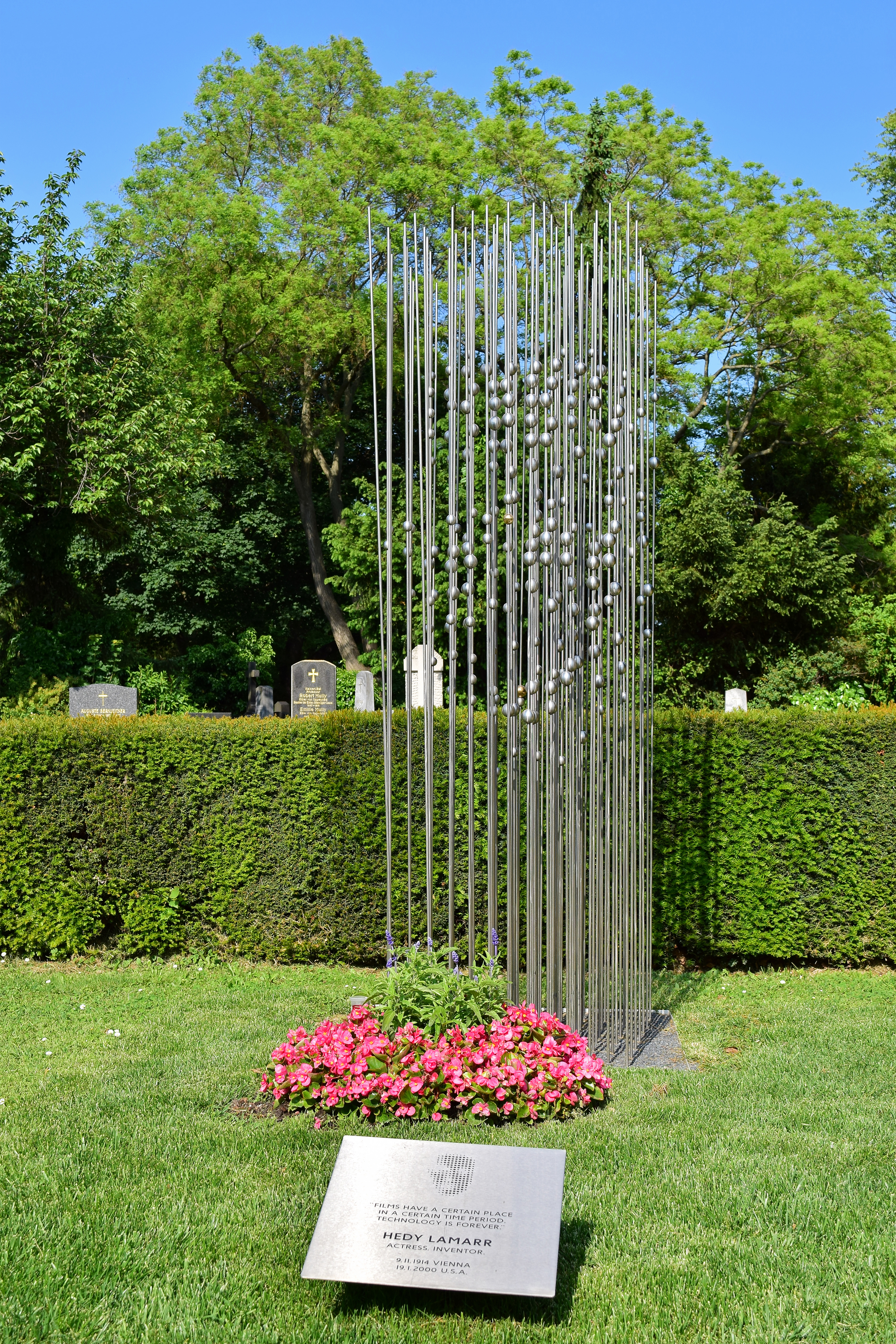
Grab von Hedy Lamarr auf dem Wiener Zentralfriedhof, Gruppe 33 G, Grab Nr. 80

- Hedy Lamarr wurde 1960 mit einem Stern auf dem Hollywood Walk of Fame geehrt.[39]
- 1997 verlieh die Electronic Frontier Foundation Hedy Lamarr den EFF Pioneer Award in Würdigung ihrer und Antheils Erfindung. Dave Hughes, einem glühenden Verehrer Lamarrs, und seiner unermüdlichen Lobbyarbeit ist es zu verdanken, dass alle Hersteller von Funktechnologien Lamarrs Entwicklung letztlich doch würdigten.[40]
- 2006 wurde der Hedy-Lamarr-Weg in Wien-Meidling (12. Bezirk) nach der Schauspielerin benannt.
- Der Tag der Erfinder wird ihr zu Ehren in Deutschland, Österreich und der Schweiz an ihrem Geburtstag am 9. November gefeiert.
- Es soll Lamarrs letzter Wille gewesen sein, dass ihre Asche im Wienerwald verstreut wird. Zum Teil entsprachen ihre Kinder Anthony Loder und Deedee Loder diesem Wunsch, indem sie einige Jahre nach Lamarrs Tod die Hälfte der Asche im Grüngebiet Am Himmel verstreuten, das sich am Pfaffenberg in Wien-Döbling, am Stadtrand von Wien, befindet. In diesem Bezirk ist Lamarr aufgewachsen. Die Szene wurde Teil des Films Calling Hedy Lamarr.[41]
- Das 2013 vom IQOQI am Dach der Universität Wien installierte Quantenteleskop wurde 2014 nach ihr benannt.[42]
- Anthony Loders Anliegen, die restliche Asche seiner Mutter möge in einem Ehrengrab der Stadt Wien beigesetzt werden, wurde 2014 realisiert: Am 7. November 2014 wurde ihre Urne auf dem Wiener Zentralfriedhof in Gruppe 33 G, Grab Nr. 80, unweit der zentral gelegenen Präsidentengruft bestattet.[43][44][45]
- Google ehrte sie am 9. November 2015, ihrem 101. Geburtstag, mit einem Doodle.[46][47]
- Am 27. August 2019 wurde ein Asteroid nach ihr benannt: (32730) Lamarr.
- Die Landeshauptstadt Hannover beschloss 2019, eine Straße im neuen Wohngebiet Kronsrode im Stadtbezirk Kirchrode-Bemerode-Wülferode nach ihr zu benennen.[48]

- Das Lamarr-Institut für Maschinelles Lernen und Künstliche Intelligenz der TU Dortmund, der Universität Bonn, des Fraunhofer IAIS und des Fraunhofer IML wurde nach ihr benannt.[49]
- 2022 wurde in Babelsberg ein Platz nach ihr benannt.[50][51]

## Sonstiges
- 1904 wurde in Wien der Wiener Ruderverein Austria gegründet. Dank Bankdirektor Kiesler, dem Vater von Hedy Lamarr, erhielt dieser das damals größte und bestausgestattete Klubhaus von Wien. Sie selbst war Mitglied des Ruderklubs und trainierte im Kuchelauer Hafen (Donauhafen an der nördlichen Stadtgrenze). Im Jahr 1956 besuchte Hedy Lamarr noch einmal diesen Verein, in dem sie ihre Jugend verbracht hatte, und die damals jungen Vereinsmitglieder erzählten später: „Wir konnten damals nicht verstehen, weshalb die alten Herren so aufgeregt waren!“[52] 2022 ließ der Ruderclub ein neues Bootshaus errichten, das den Namen „Bootshaus Hedy Lamarr“ trägt.[52]
- Lamarr reichte im Jahr 1974 eine 10-Millionen-Dollar-Klage bei Gericht ein, um gegen Verletzung ihrer Privatsphäre und unberechtigte Nutzung ihres Namens, zum Beispiel „Hedley Lamarr“ in Mel Brooks’ Film Blazing Saddles, vorzugehen. In dem US-Western spielt der Schauspieler Harvey Korman die Rolle des Vizegouverneurs Hedley Lamarr, eine bewusste Anspielung auf Hedy Lamarr. Er wird im Film immer wieder falsch angesprochen, sodass er antwortet: „Ich heiße Hedley, nicht Hedy!“ Mel Brooks erzählte: „Die Produzenten kamen und sagten, Hedy Lamarr würde die Produktion verklagen, wenn wir ihren Namen in dem Film verwenden würden. (Er:) Bitte bezahlt sie!“ Daher kam es zu dem Satz im Film, wo der Gouverneur sagt: „Wir haben 1874, und du [Vizegouverneur Hedley Lamarr] kannst sie verklagen!“ Der Fall wurde außergerichtlich beigelegt.
- Die Firma Corel veranstaltete 1996 einen 3-Millionen-US-Dollar-Designwettbewerb.[53] John Corkery, der mit Corels Software CorelDRAW eine Vektor-Illustration von Hedy Lamarr kreierte, gewann diesen Wettbewerb. Zwei Jahre später schmückte das Werk die Karton- und CD-Verpackungen von CorelDRAW 8. Corel wurde daraufhin auf über 5 Mio. US-Dollar verklagt, mit dem Ziel, Corel die Benutzung des Werkes zu untersagen. Hedy Lamarr lebte zu dieser Zeit sehr zurückgezogen und fürchtete um ihre Privatsphäre. Man einigte sich schließlich außergerichtlich in einem Vergleich, und Corel wurde eine Lizenz zur Nutzung des vektorisierten Porträts zugestanden.[54]
- Im Videospiel Half-Life ist das Schoßtier einer Figur nach Hedy Lamarr benannt.[55]
- Hedy Lamarr wird im Frauen-Bildungskanon von Berg, Meier u. a. 2018 als Beispiel genannt.[56]
- Ein geplantes – nur unvollständig errichtetes – Luxus-Warenhaus der KaDeWe Group an der Wiener Mariahilfer Straße am ehemaligen Standort eines Möbelgeschäftes sollte den Namen Lamarr tragen. Hedy Lamarr sollte unter anderem mit einem Museumscafé gewürdigt werden, Kuratorin sollte die ehemalige Direktorin des Jüdischen Museums Wien, Danielle Spera, werden. Die Eröffnung war ursprünglich für 2024 geplant.[57] Anfang 2024 brachte die Projektgesellschaft die Eröffnung eines Insolvenzverfahrens beim Handelsgericht Wien ein. Der Abschluss der Bauarbeiten und die Eröffnung des Kaufhauses waren bis Ende 2025 geplant.[58] Im Oktober 2024 gab die Stumpf Development GmbH um Investor Georg Stumpf den Kauf des unfertigen Kaufhauses Lamarr aus der Insolvenz der Signa bekannt.[36] Umplanungen sind möglich.[59]
- In Star Trek wurde eine Schiffsklasse nach ihr benannt.[60]

## Nach Hedy Lamarr benannte Preise

### Hedy-Lamarr-Preis der Stadt Wien
Um ihre Leistungen auch als Erfinderin zu würdigen, wurde der Hedy-Lamarr-Preis von der Stadt Wien im Wert von 10.000 Euro ausgelobt. Er wird seit 2018 jährlich an österreichische Wissenschaftlerinnen für innovative Leistungen in der Informationstechnologie (IT) vergeben. Die Qualitätssicherung und Nominierung der Kandidatinnen obliegt dem Fonds zur Förderung der wissenschaftlichen Forschung (FWF), dem Wiener Wissenschafts-, Forschungs- und Technologiefonds (WWTF) und der Österreichischen Forschungsförderungsgesellschaft (FFG). Der Preis wird von einer unabhängigen Fachjury, bestehend aus Expertinnen im Bereich IT (inklusive der Preisträgerinnen der Vorjahre), im Rahmen der Digital-Days-Konferenz verliehen.

### DEG Hedy Lamarr Awards for Women in Entertainment & Technology
Die DEG Hedy Lamarr Awards der Digital Entertainment Group werden seit 2017 für Innovationen in der Unterhaltungstechnologie vergeben.
Preisträgerinnen:
- 2017: Geena Davis
- 2018: Nonny de la Peña en
- 2019: Cheryl Goodman[63]
- 2020: Molly Mielke[64]
- 2021: Poppy Crum[65]
- 2022: Paulette Pantoja[66]
- 2023: Shalini Govil-Pai[67]
- 2024: Caroline Chan[68]

### IMA Hedy Lamarr Prize
Der IMA Hedy Lamarr Prize des Institute of Mathematics and its Applications wird an Menschen im Vereinigten Königreich für mathematische Leistungen vergeben. Die Vergabe fand erstmals 2021 statt.
Preisträgerinnen:
- 2021: Rebecca Hoyle[70]
- 2023: Julia Gog, University of Cambridge[71]

### Houskapreis
Seit 2011 erhalten die Gewinner des Houskapreises der B&C Privatstiftung die von Michaela Schupfer kreierte goldene „Houskapreis-Trophäe“. Die oberösterreichische Künstlerin ließ sich bei der Gestaltung von Hedy Lamarr inspirieren. Die Trophäe zeigt das Profil der österreichischen Schauspielerin und Erfinderin. Der Houskapreis ist ein privater Preis für anwendungsnahe Forschung in Österreich.

## Filmografie
- 1930: Geld auf der Straße
- 1931: Die Koffer des Herrn O. F.
- 1931: Die Blumenfrau von Lindenau
- 1931: Man braucht kein Geld
- 1933: Ekstase
- 1938: Algiers
- 1939: Lady of the Tropics
- 1940: I Take This Woman
- 1940: Der Draufgänger (Boom Town)
- 1940: Comrade X
- 1941: Komm, bleib bei mir (Come Live with Me)
- 1941: H.M. Pulham, Esq.
- 1941: Mädchen im Rampenlicht (Ziegfeld Girl)
- 1942: Crossroads
- 1942: Tortilla Flat
- 1942: White Cargo
- 1943: The Heavenly Body
- 1944: Experiment in Terror (Experiment Perilous)
- 1944: Der Ring der Verschworenen (The Conspirators)
- 1945: Her Highness and the Bellboy
- 1946: The Strange Woman
- 1947: Frau ohne Moral? (Dishonored Lady)
- 1948: Geld oder Liebe (Let’s Live a Little)
- 1949: Samson und Delilah (Samson and Delilah)
- 1950: A Lady Without Passport
- 1950: Flammendes Tal (Copper Canyon)
- 1951: Spione, Liebe und die Feuerwehr (My Favorite Spy)
- 1954: Frauen (L’amante di Paride)
- 1954: L’eterna Femmina
- 1957: The Story of Mankind
- 1958: The Female Animal

## Zitate
“Any girl can be glamorous. All you have to do is stand still and look stupid.”

„Jedes Mädchen kann glamourös sein. Du musst nur still stehen und dumm dreinschauen.“

## Autobiografie
- Hedy Lamarr: Ecstasy and Me. My Life as a Woman. Bartholomew House, New York 1966.
  - Deutsch: Ekstase und ich. Skandalöse Enthüllungen aus 6 Hollywood-Ehen. Stephenson, Flensburg 1967 (übersetzt von Hedi und Hannes Baiko); NA: Ekstase und ich. Mein Leben als Frau. Schirmer Mosel, München 2012, ISBN 978-3-8296-0619-6.

## Rezeption in der Kunst

### Theaterstücke
- 2005: Wilhelm Pellert: Hedy Kiesler Lamarr. Theaterstück. Uraufführung: Wien, Freie Bühne Wieden, Regie: Gerald Szyszkowitz.
- 2017: Peter Turrini: Sieben Sekunden Ewigkeit.[74] Theaterstück. Uraufführung: Wien, Theater in der Josefstadt 2017. Regie: Stephanie Mohr.
- 2019: Beatrice Gleicher: Ankunft Heute: Hedy Lamarr.[75] Theaterstück. Uraufführung: Wien, Palais Schönburg, Regie: Erhard Pauer.
- 2020: Kai Anne Schuhmacher: Die Gesichter der Hedy Lamarr. Theaterstück für Schauspiel, Puppen- und Maskentheater. Uraufführung: Wien, Schuberttheater, Regie: Kai Anne Schuhmacher.

### Filme
- 2004: Calling Hedy Lamarr – Regie: Georg Misch
- 2006: Hedy Lamarr – Geheimnisse eines Hollywood-Stars (Hedy Lamarr: Secrets of a Hollywood Star) – Regie: Donatello Dubini, Fosco Dubini, Barbara Obermaier
- 2017: Hedy Lamarr – Die österreichische Hollywood-Legende – Regie: Birgit Mosser-Schuöcker[76]
- 2017: Geniale Göttin – Die Geschichte von Hedy Lamarr (Bombshell: The Hedy Lamarr Story) – Regie: Alexandra Dean

### Romane
- Marie Benedict: Die einzige Frau im Raum. Aus dem amerikanischen Englisch von Marieke Heimburger, Kiepenheuer & Witsch, Köln 2023, ISBN 978-3-462-00492-2.